# 初鹿部落

初鹿部落位於臺灣臺東縣卑南鄉，行政區畫分上，屬於卑南鄉初鹿村，舊稱北絲鬮社，是原住民族委員會核定的一個卑南族部落，也是Pinuyumayan/卑南族八社之中，地理位置上最北邊的部落，更北方便是布農族的傳統領域。

## 歷史
初鹿部落形成據部落長老口述歷史表示，古代的卑南族從太麻里鄉華源海岸登陸後，首先來到現今的卑南鄉建和村定居，後來再往知本深山遷移，來到一處稱為「撒里亞量」的地方定居，之後再輾轉遷徙到「巴蘭」、以及現稱五家坡，初鹿部落西南方山坡地的「普拉撲拉」。
初鹿部落舊稱北絲鬮社，據部落長老表示，臺灣清領時期末期，卑南廳的清兵進行理番的駐紮兵營位於北方的新開園（現稱為池上），因此官兵要前往新開園時，須從由卑南廳徒步穿越花東縱谷後才可抵達，而當時的官兵身上都會背著以麻絲做成的背包來裝載長途步行所需的糧食與生活用品，在當時，官兵時常招募原住民來代為背運厚重的行囊，當步行隊伍來到今日的初鹿部落北側山坡，將開始攀登龍過脈山麓的時候，原住民則趁機將官兵殺害後，奪取其行囊，爾後此地開始有閩南語「拔絲鬮」、「絲鬮」等稱呼，意旨為背包的意思。
直到十九世紀末期，臺灣自馬關條約後開始進入日治時期，經過日本人的規劃下，以一分地一戶的交換方式，卑南族人再度遷至昔日稱為初鹿通谷的部落現址，在卑南族語中，這座山谷被稱為「烏利敷利敷庫」，又叫做「巴哈利彎」，意旨為休憩的地方。
臺灣戰後初鹿部落於北方布農族傳統領域交界處另外分出一個新的部落，稱為「龍過脈部落」。

## 部落概況
初鹿部落的地理環境上，正好位在卑南鄉的北端以及花東縱谷的南端，屬於中央山脈支系及海岸山脈之間的丘陵坡地。由於省道臺九線花東縱谷公路筆直地穿過初鹿部落的中心，鄰近著名的初鹿牧場也須經由該村落的路口進入，因此初鹿部落已形成來往過客的中繼休息站。
在卑南鄉戶政事務所2018年2月的人口統計中，全村共有32鄰，總戶數有542戶，總人口1,469人，其中原住民人口有510人。卑南族原住民主要居住在初鹿部落的聚落主體中，但也有少數漢人定局於此，而在主要聚落北方的的河灘地以及省道沿線的居民多半以漢人為主，原住民則占較少部分。

## 祭典
初鹿部落在每年7月會舉行收穫祭，12月時會舉行猴祭以及大獵祭、除喪、成年禮、訪少女，統稱年祭。其中初鹿部落所舉辦的收穫祭還會有盪鞦韆的活動，也是除了魯凱族傳統祭典以外，另一個擁有盪鞦韆活動的原住民部落。

## 巴蘭遺址
巴蘭遺址位在初鹿部落西南方海拔約600公尺的山坡上，遺址的年代鑑定上，先住民的居住時期大約是西元600到1400年之間。這座遺址被初鹿部落的卑南族人視為聖地，並且也是該部落重要的水源地。巴蘭遺址已在2006年4月14日由臺東縣政府公告為縣定遺址。

## 資料來源
1. 1 2  . 臺東戶政事務所. 2018-02  [2018-03-30]. （原始内容存档于2018-03-29）.
2. 1 2  . 文化部 社區通.   [2017-08-04] （中文（臺灣））.
3. 1 2 3  . 臺灣原住民資訊資源網.   [2017-08-04]. （原始内容存档于2023-01-29） （中文（臺灣））.
4. 1 2 3  . 臺東縣政府 臺東觀光網.   [2017-08-04] （中文（臺灣））.[永久]
5. 1 2 3  . 臺東縣初鹿國民小學.   [2017-08-04] （中文（臺灣））.[永久]
6. 1 2 3  . 臺灣原住民數位博物館 巴蘭遺址現地.   [2017-08-04]. （原始内容存档于2021-05-16） （中文（臺灣））.